# Jacques Pollet
Jacques Victor Marie-Joseph Pollet (* 2. Juli 1922 in Roubaix; † 16. August 1997 in Paris) war ein französischer Autorennfahrer.

## Karriere
Jacques Pollet, der schon 1953 für Gordini das nicht zur Weltmeisterschaft zählende Formel-1-Rennen in Chimay bestritt, wurde 1954 Testfahrer der französischen Rennmannschaft. 1954 gab er sein Debüt in der Weltmeisterschaft. Aber sowohl beim Rennen in Frankreich als auch bei der Veranstaltung in Spanien schied er nach einem Motorschaden vorzeitig aus.
Nach dem sechsten Rang beim Großen Preis von Bordeaux und dem dritten Platz in Caen (den er sich allerdings mit Jean Behra teilen musste) hatte er in Chimay einen schweren und folgenreichen Unfall. Pollet führte das Rennen an, als ein aufgewirbelter Stein seine Brille beschädigte und er zurückfiel. Bei der nachfolgenden Aufholjagd verlor er die Herrschaft über sein Fahrzeug und raste in eine Zuschauergruppe. Zwei Zuschauer starben bei dem fatalen Unglück. In Le Mans wurde er im selben Jahr gemeinsam mit André Guelfi Sechster in der Gesamtwertung und gewann dabei die Klasse bis 3000 cm³.
1955 pilotierte er den Gordini Type 16 bei drei weiteren Formel-1-Weltmeisterschaftsläufen. Der siebte Rang in Monaco war dabei sein bestes Ergebnis.
1954 gewann er die Tour de France für Automobile und wurde auf einem Mercedes-Benz 300 SL Achter bei der Mille Miglia.

## Statistik

### Statistik in der Automobil-Weltmeisterschaft

#### Gesamtübersicht
| Saison | Team           | Chassis     | Motor          | Rennen | Siege | Zweiter | Dritter | Poles | schn. Rennrunden | Punkte | WM-Pos. |
| ------ | -------------- | ----------- | -------------- | ------ | ----- | ------- | ------- | ----- | ---------------- | ------ | ------- |
| 1954   | Equipe Gordini | Gordini T16 | Gordini 2.5 L6 | 2      | −     | −       | −       | −     | −                | −      | NC      |
| 1955   | Equipe Gordini | Gordini T16 | Gordini 2.5 L6 | 3      | −     | −       | −       | −     | −                | −      | NC      |
| Gesamt | Gesamt         | Gesamt      | Gesamt         | 5      | −     | −       | −       | −     | −                | −      |         |

#### Einzelergebnisse
| Saison | 1 | 2 | 3   | 4  | 5 | 6   | 7 | 8   | 9 |
| ------ | - | - | --- | -- | - | --- | - | --- | - |
| 1954   |   |   |     |    |   |     |   |     |   |
|        |   |   | DNF |    |   |     |   | DNF |   |
| 1955   |   |   |     |    |   |     |   |     |   |
|        | 7 |   |     | 10 |   | DNF |   |     |   |

| Legende  | Legende            | Legende                                                          |
| Farbe    | Abkürzung          | Bedeutung                                                        |
| -------- | ------------------ | ---------------------------------------------------------------- |
| Gold     | –                  | Sieg                                                             |
| Silber   | –                  | 2. Platz                                                         |
| Bronze   | –                  | 3. Platz                                                         |
| Grün     | –                  | Platzierung in den Punkten                                       |
| Blau     | –                  | Klassifiziert außerhalb der Punkteränge                          |
| Violett  | DNF                | Rennen nicht beendet (did not finish)                            |
| Violett  | NC                 | nicht klassifiziert (not classified)                             |
| Rot      | DNQ                | nicht qualifiziert (did not qualify)                             |
| Rot      | DNPQ               | in Vorqualifikation gescheitert (did not pre-qualify)            |
| Schwarz  | DSQ                | disqualifiziert (disqualified)                                   |
| Weiß     | DNS                | nicht am Start (did not start)                                   |
| Weiß     | WD                 | zurückgezogen (withdrawn)                                        |
| Hellblau | PO                 | nur am Training teilgenommen (practiced only)                    |
| Hellblau | TD                 | Freitags-Testfahrer (test driver)                                |
| ohne     | DNP                | nicht am Training teilgenommen (did not practice)                |
| ohne     | INJ                | verletzt oder krank (injured)                                    |
| ohne     | EX                 | ausgeschlossen (excluded)                                        |
| ohne     | DNA                | nicht erschienen (did not arrive)                                |
| ohne     | C                  | Rennen abgesagt (cancelled)                                      |
| ohne     | keine WM-Teilnahme |                                                                  |
| sonstige | P/fett             | Pole-Position                                                    |
| sonstige | 1/2/3/4/5/6/7/8    | Punktplatzierung im Sprint-/Qualifikationsrennen                 |
| sonstige | SR/kursiv          | Schnellste Rennrunde                                             |
| sonstige | *                  | nicht im Ziel, aufgrund der zurückgelegten Distanz aber gewertet |
| sonstige | ()                 | Streichresultate                                                 |
| sonstige | unterstrichen      | Führender in der Gesamtwertung                                   |

### Le-Mans-Ergebnisse
| Jahr | Team                | Fahrzeug     | Teamkollege             | Platzierung            | Ausfallgrund |
| ---- | ------------------- | ------------ | ----------------------- | ---------------------- | ------------ |
| 1954 | Equipe Gordini      | Gordini T15S | André Guelfi            | Rang 6 und Klassensieg |              |
| 1955 | Automobiles Gordini | Gordini T15S | Hernando da Silva Ramos | Ausfall                | Kühler       |

### Einzelergebnisse in der Sportwagen-Weltmeisterschaft
| Saison | Team    | Rennwagen            | 1   | 2   | 3   | 4   | 5   | 6   |
| ------ | ------- | -------------------- | --- | --- | --- | --- | --- | --- |
| 1954   | Gordini | Gordini T15S         | BUA | SEB | MIM | LEM | RTT | CAP |
| 1954   | Gordini | Gordini T15S         | 6   |     |     |     |     |     |
| 1955   | Gordini | Gordini T15S         | BUA | SEB | MIM | LEM | RTT | TAR |
| 1955   | Gordini | Gordini T15S         | DNF |     |     |     |     |     |
| 1956   |         | Mercedes-Benz 300 SL | BUA | SEB | MIM | NÜR | KRI |     |
| 1956   |         | Mercedes-Benz 300 SL | 8   |     |     |     |     |     |